# کلارنس (آیووا)
کلارنس (به انگلیسی: Clarence) شهری در ایالت آیووا کشور ایالات متحده آمریکا است که جمعیت آن در سرشماری سال ۲۰۱۰ میلادی، ۹۷۴ نفر بوده‌است.